# 塩屋浩三
塩屋 浩三（しおや こうぞう、1955年8月18日 - ）は、日本の声優、俳優、ナレーター。鹿児島県出身。神奈川県川崎市育ち。青二プロダクション所属。
弟は同じく声優の塩屋翼。

## 来歴

### 生い立ち
鹿児島県出身だが、小学3年生で神奈川県川崎市に転居している。

### キャリア

#### 子役・俳優として
弟の塩屋翼によると無口であり、心配していた母親が「活発な子たちの仲間入りさせたら何とかなるだろう」と1966年、小学5年生の頃無口を直させるために弟と一緒に劇団ひまわりに入れられ、子役として活動した。最初のレギュラー出演としてはテレビドラマ『悪魔くん』の情報屋役。その当時はほとんど学校の授業は受けておらず、特に小学5、6年生時には半分も行けずに劇団での活動ばかりになってしまったという。当時は学校を休むのが嫌であり、また商店街などで「あの子、あの子」と指差されたこともあり、周囲の目を気にして親に「やるんだったら大きくなってからまた考えりゃいいんだから、僕はもうここで辞める」と言って、劇団を中学生で退団。以降役者の活動はしないと考えていた。
川崎市立橘高等学校時代、クラスが変わっても子役時代を知る同級生から「あいつだ、あいつだ」と言われて嫌な思いをしていた。しかし結局大人になってから役者の仕事を始めているため、子役の仕事はきっかけにはなっているという。
演劇の世界にもう1度戻ったきっかけは、芝居自体は好きだったことからである。高校では演劇を続けており、高校卒業後に太陽プロモーション、青年座研究所を経て、劇団青年座に1年所属、養成所の仲間たちとともに劇団U・快連邦を創立した。森静子作の『青春物語』で初舞台。

#### 声優として
その後、劇団で活動しても食べることとなると難しいことから、弟の翼が青二プロダクションに所属しており、声の仕事は好きだったため、キンダースペースを経て、同プロダクションに入り、食べるための仕事として声優としての活動を始める。声優としてのデビューは1982年、テレビアニメ『機甲艦隊ダイラガーXV』のショーター・クロイツのあたりと語っている。

## 人物
趣味・特技はギター、ボウリング、野球、お酒、カラオケ。資格は普通自動車免許。
龍田直樹の声優グループ「龍のとなり」のメンバーである。
弟の翼の他に妹がいる。おじはパイロット志望であり、自衛隊に所属している。

### 特色
方言は鹿児島弁。
声優としては多数のアニメ、洋画、ゲーム、OVAなどに出演している。
役柄としては肥満体質および巨漢のキャラクターを演じることが多い。特に、悪役だがどこか憎めない気のいい太目で知られる。
2002年時点で俳優として活動しているのは、小さい時に活動していたお陰もあるが、先述の通り「一旦スッキリと辞めてたのがいいんだ」という理由からである。改めて大人になり「子供のままズルズル続けてたら、俳優とか役者とかへの考えが今とは違うものだったのだろう」と感じたという。
2002年時点では劇団も客演が多いが、先方のスケジュールに「そんなに迷惑をかけないでやれる仕事」というので、年に1、2本という。
その時に事務所から映像の仕事の話が来ても「スイマセン」と言っているという。昔はフィルムだったことからビデオの画面が嫌いで、「ビデオでは何度でも撮影し直しがきく」というのが質的に嫌いで、変に緊張し、全部無防備に撮影されている気がしたという。スタジオのスリーカメラなども、小さい時に東映でスタッフの映画制作のようなものを垣間見ていることから、「全方向に気を配っていなければいけないというのが、客1方向・カメラ1方向などと違うのがなんとも…」という。

#### 出演作について
テレビアニメ『ドラゴンボールZ』では、ラスボス的立ち位置の魔人ブウ役を演じた。
テレビドラマ『悪魔くん』の情報屋役、テレビアニメ『ゲゲゲの鬼太郎（第4作）』の子なき爺役など水木しげる原作の作品に出演している。情報屋については第1話・第2話では鈴木芳生が演じていたが、声は塩屋である。子役の喋りが下手だったため、アフレコルームに呼ばれて「この子にアテて声やってくれ」と急遽お呼びが掛かったという。出演したのは3話からで、アフレコだけ先になったわけだが、声を替えられた子役がかわいそうで、あまり楽しいものではなかったという。『悪魔くん』と同時期に放送していた『ウルトラマン』は観ていたが、『ウルトラシリーズ』は『ウルトラQ』から観ており、『ウルトラQ』のほうが好きであったという。その少し前の時間で日曜の夜に放送していた『てなもんや三度笠』、『シャボン玉ホリデー』、『隠密剣士』といった番組をそのルーティンで観ていたことから仕事で被っている時は観ていなかったが、それ以外は観ていた。しかし『悪魔くん』も「仕事だ」と思ってしていたわけではなく、俳優としての意識もそれほどは無かったという。

## 出演
太字はメインキャラクター。

### テレビアニメ
1982年
- おちゃめ神物語コロコロポロン（男、太陽、ドクロ兵、ヤギ医者、雨の神 他）
- 機甲艦隊ダイラガーXV（ショーター・クロイツ）
- 銀河烈風バクシンガー（将校、ナターシャの夫）
- The・かぼちゃワイン（男子生徒B、男A、寮生B、運転手、高校生B 他）
- 新みつばちマーヤの冒険（カブト虫、ムカデ、タガメ、コオロギ 他）
- さすがの猿飛（省吾）
- 太陽の牙ダグラム（ブリンク大尉、ラドルフ少佐）
- Dr.スランプ アラレちゃん（1982年 - 1983年、珍獣B、トラ）
- 吾輩は猫である（書生）
- 銀河旋風ブライガー

1983年
- 愛してナイト（広田）
- うる星やつら（1983年 - 1985年）
- キャプテン
- 銀河疾風サスライガー（係員、ゲリラB、スタンドの店員、男、ボブ 他）
- キン肉マン（大臣）
- 光速電神アルベガス（熊井五郎）
- 装甲騎兵ボトムズ（1983年 - 1984年、ポリス、選手、男、警官 他）
- ストップ!! ひばりくん!（耕作の父、梶光男、一刀斎）
- ななこSOS（スノウ）
- パーマン（先生A、同心A）
- プラレス3四郎（1983年 - 1984年、ノンキーパンダ、運転手、男）
- ぼくパタリロ!
- みゆき（坂崎、アナウンサー、インタビュアー、運動部員、消防官 他）
- まんが日本史（島津貴久、稲葉一鉄、本多正信、加藤清正、福澤諭吉）

1984年
- Gu-Guガンモ（泥棒）
- 重戦機エルガイム（ヘッケラー・マウザー、ロンベ）
- 宗谷物語（操舵手、杉田、佐藤、砲術長、副長 他）
- チックンタックン
- とんがり帽子のメモル（モジャラ船長、コロンパス、ジョルジュ、フォルテンに綱ひき希望、想像オスカーの救援隊 他）
- ドラえもん（テレビ朝日版第1期）（1984年 - 1996年、大人ののび太〈初代〉、川口、珍品堂の声、学者 他）
- ビデオ戦士レザリオン（若きゴッドハイド、荒士、園長、カリスト、ダバリ少佐、幹部）
- 北斗の拳（1984年 - 1987年、村人(A)、部下A、ザルカ、部下C、リハクの部下(C)、アイ、修羅、隊長） - 2シリーズ
- 夢戦士ウイングマン（1984年 - 1985年、シャフト、東洋〈代役〉、A・D・、シードマン、オーナー、戦斗員A）
- らんぽう

1985年
- 蒼き流星SPTレイズナー（1985年 - 1986年、グレオン、管制官、兵B、航海士、オペレーター、カーン、マンジェロ 他）
- 悪魔島のプリンス 三つ目がとおる（酔漢）
- 機甲界ガリアン（ドンの配下、兵士）
- 機動戦士Ζガンダム（1985年 - 1986年、サエグサ、ロベルト、サマーン、バッチ、ハヤイー 他）
- ゲゲゲの鬼太郎（第3作）（1985年 - 1988年、泥田坊、サボテン、小豆はかり、たんたん坊、油すまし、ヌルリ坊 他）
- 星銃士ビスマルク
- ダーティペア（企画部長）
- 超獣機神ダンクーガ（ガンコツ、ハルコン、クリス、イホ、整備兵 他）
- ハイスクール!奇面組（1985年 - 1987年、根賀倉奏、田打肥、今條豊、子分、泥棒B）
- プロゴルファー猿（1985年 - 1987年、見物人B、ギャラリーC、老僧、岩鉄 / 弁慶、研修生C、二期生(1)）

1986年
- がんばれ!キッカーズ（徳光）
- 銀牙 -流れ星 銀-（中虎）
- 機動戦士ガンダムΖΖ（1986年 - 1987年、モンド・アガケ、サエグサ、ベンスン、ビアン、サトウ）
- 青春アニメ全集（三上）
- ドラゴンボール（1986年 - 1987年、カウボーイ、怪鳥、ドック 他）
- ドリモグだァ!!
- 光の伝説（男）
- メイプルタウン物語（駐在）
- めぞん一刻（そば屋）
- ロボタン

1987年
- 愛の若草物語（デービッド・フォーレット）
- アニメ三銃士（船長）
- アニメ80日間世界一周（鉄道会社社長）
- エスパー魔美（支配人、叔父、石部）
- 機甲戦記ドラグナー（ベルツ）
- グリム名作劇場（1987年 - 1989年、兵隊B、フランツ、鼻息男、兄王子、次男、農夫、ターナ王、脱走兵、悪魔、鳩の夫、次男、ハンク、兎） - 2シリーズ
- 仮面の忍者 赤影（勘内）
- シティーハンター（1987年 - 1988年、出前持ち、部下B、部下A、組員A）
- 新メイプルタウン物語 パームタウン編（パラブラ、オットー巡査）
- ついでにとんちんかん（松竹与）
- Bugってハニー（預言者、島田名人、ドラゴン皇帝 他）
- ビックリマン（1987年 - 1988年、火炎魔動、はさみ助、助っ人竹ちゃん、助太刀悟空、悪罠鬼、逃水鬼、悪華怪）

1988年
- 美味しんぼ（笠田）
- キテレツ大百科（1988年 - 1996年、清角悪三、トムソン、グラン、ジョン、春田、大沼、伯父さん、江張、金ちゃん、熊田、茂木 他）
- 魁!!男塾（一の子分、キース、風海）
- 小公子セディ（マイク）
- 超音戦士ボーグマン（ヴェーダ）
- トランスフォーマー 超神マスターフォース（1988年 - 1989年、ブルホーン、マスター）
- ひみつのアッコちゃん（第2作）（マサ）
- 魔神英雄伝ワタル（1988年 - 1989年、クサーヤ、ビビデ・チビット・モレーテル、サンチョ・パンダ）
- 名門!第三野球部（小西カズオ）
- 燃える!お兄さん（ワルB）

1989年
- 悪魔くん（1989年 - 1990年、プルトー、気球魔人）
- かりあげクン（隈沢くん、関さん、村山さん、大木 他）
- ジャングルブック・少年モーグリ（猿）
- 獣神ライガー（1989年 - 1990年、団五郎）
- 新ビックリマン（1989年 - 1990年、Oルガン、魔次郎べ）
- ドラゴンボールZ（1989年 - 1996年、ロボット、グルド、ウォッカ、魔人ブウ）
- 魔動王グランゾート（1989年 - 1990年、ガイド、男、オセロ、サイドステッパー、クラーゲル、ネアーン、警備員、アイスバロン）
- 魔法使いサリー（1989年版）（1989年 - 1991年、山部先生）
- らんま1/2 熱闘編（司会者）

1990年
- NG騎士ラムネ&40（1990年 - 1991年、ケッタイ、ラーシマ、親方、ゴールドカクザーン）
- キャッ党忍伝てやんでえ（1990年 - 1991年、ワンコー守、エドマエ5号、老人、オメデトウ3号、おとっあん、クール5号、石橋鷹秋、カラス忍者2、オバカ3号、ボンカア、エドロコミックショー）
- それいけ!アンパンマン（1990年 - 1993年、コンドルの郵便屋さん〈2代目〉、デコレーションマン、クリスケさん〈2代目〉）
- たいむとらぶるトンデケマン!（チーフ、ワトソン）
- ドラゴンクエスト（シルバーデビル）
- ドラゴンボールZ たったひとりの最終決戦〜フリーザに挑んだZ戦士 孫悟空の父〜（トテッポ）
- 楽しいムーミン一家（1990年 - 1991年、ランプの精、エメラルド）
- ちびまる子ちゃん（1990年 - 2019年、おじいさん、石松寿司の主人）
- ピグマリオ（タロス）
- まじかる☆タルるートくん（どわっは大王）
- 魔神英雄伝ワタル2（マミー、キウイパパイヤ）
- もーれつア太郎（第2作）（ベシ）
- 勇者エクスカイザー（1990年 - 1991年、ドリルマックス）
- RPG伝説ヘポイ（1990年 - 1991年、ジャークン、ピンボン）
- 笑ゥせぇるすまん（1990年 - 1993年、農家の男性、中島の先輩、空尾慶一、横道行雄、押井忍）

1991年
- ウルトラマンキッズ 母をたずねて3000万光年（クレロン）
- 緊急発進セイバーキッズ（ランペール）
- ゲッターロボ號（シュタット大佐）
- 絶対無敵ライジンオー（1991年 - 1992年、佐藤大介、ダストロン、デストラー、アクシデン、ときえの父 他）
- ジャンケンマン（オソダシパパ、ドロボー、スペード、ズルメンコ、紙芝居おじさん 他）
- 新世紀GPXサイバーフォーミュラ（監督、アナウンサー、Gチームドライバー、車田鉄一郎〈17才〉、チェッカー杉本 他）
- 太陽の勇者ファイバード（1991年 - 1992年、エースバロン）
- 魔法のプリンセス ミンキーモモ（執事）
- 横山光輝 三国志（1991年 - 1992年、李儒）

1992年
- 元気爆発ガンバルガー（メロディーン、ブクブーク、ゲイバルーン、タヌキング、クマ魔界獣 他）
- ゲンジ通信あげだま（PC郎）
- 超電動ロボ 鉄人28号FX
- 伝説の勇者ダ・ガーン（1992年 - 1993年、デ・ブッチョ、墨田中将）
- スーパービックリマン（覇パンク）
- スペースオズの冒険（ブランティ）
- 花の魔法使いマリーベル（1992年 - 1993年、ブラ、キャプテン・マーク、父グマ他）
- ファンタジーアドベンチャー 長靴をはいた猫の冒険（老人）
- まぼろしまぼちゃん（幻仁佐衛門）

1993年
- 剣勇伝説YAIBA（店長）
- 蒼き伝説シュート!（磯貝先生、石橋保）
- SLAM DUNK（高宮望、植草智之、内藤鉄也、長谷川一志、武藤正）
- 楽しいウイロータウン（オッター）
- 忍たま乱太郎（1993年 - 2025年、兵庫第三協栄丸、兵庫第四協栄丸、ドクアジロガサ忍者頭 他）
- 平成イヌ物語バウ（栗田先生）
- 勇者特急マイトガイン（強盗）

1994年
- きょうふのキョーちゃん（ダウンタウンのごっつええ感じより）（ジャントニオ・イバ）
- クレヨンしんちゃん（1994年 - 2024年、侍、男、湯渡専務、栗園のおじさん、マチャル）
- 白雪姫の伝説（ゴルディー）
- ツヨシしっかりしなさい（黒岩）
- とっても!ラッキーマン（園長、かしら）
- 七つの海のティコ（ステーブン）

1995年
- H2（ひかりの父）
- アニメ世界の童話（王様、ジョン・リトル、ネズミの王様）
- 黄金勇者ゴルドラン（団長）
- 空想科学世界ガリバーボーイ（リー5倍）
- ご近所物語（医者）
- スレイヤーズ（1995年 - 2009年、盗賊、ヌンサ、ドラゴン料理の達人アシュフォード） - 3シリーズ
- 獣戦士ガルキーバ（支局長、美作善次郎）
- バーチャファイター（1995年 - 1996年、No6、J6-No6）
- 覇王大系リューナイト（ナイル）
- ママはぽよぽよザウルスがお好き（今市監督）
- モジャ公（泥棒）
- ロミオの青い空（エミリオ、フランコ）

1996年
- 家なき子レミ（医師）
- 快傑ゾロ（ゴンザレス）
- ゲゲゲの鬼太郎（第4作）（1996年 - 1998年、子なき爺）
- セイバーマリオネットJ（1996年 - 1998年、闇黒屋金太夫、三ツ目屋忠兵衛） - 2シリーズ
- 超者ライディーン（バーサーカー）
- ドラゴンボールGT（1996年 - 1997年、ブウ）
- VS騎士ラムネ&40炎（ドン・ジェノサイ / 大神官）
- 名犬ラッシー（ウォルマン、コック長、ピーター、マクニース）

1997年
- 中華一番!（皇帝）
- 超魔神英雄伝ワタル（1997年 - 1998年、ドリアン、モノクロ、タツ）
- ドクタースランプ（クマ）
- 勇者王ガオガイガー（1997年 - 1998年、天海勇、ポロネズ）

1998年
- 男はつらいよ 〜寅次郎忘れな草〜（良吉）
- 金田一少年の事件簿（1998年 - 2000年、雪村剛三、鍵谷善司、江波勝彦）
- 快傑蒸気探偵団 TV ANIMATION SERIES（文甲州）
- ひみつのアッコちゃん（第3作）（校長）
- 遊☆戯☆王（大味）

1999年
- アークザラッド（デミタス）
- イソップワールド（カブト虫、カエルC、パンダ、大殿）
- キョロちゃん（1999年 - 2001年、ローガン、マナジリ、魔神、部長 他）
- 超速スピナー（ヨーヨーデビル）
- 火魅子伝（狗根国国王）
- レレレの天才バカボン（1999年 - 2000年、ウナギイヌ、ノリノリの泥棒、ウナギイヌの父、鬼の親分 他）

2000年
- 週刊ストーリーランド（権介）
- 機巧奇傳ヒヲウ戦記（2000年 - 2001年、益満、従道）
- 激動!歴史を変える男たち〜アニメ静岡県史〜（西郷隆盛）
- ゲートキーパーズ（社長）
- サイボーグクロちゃん（コタローの父）
- タイムボカン2000 怪盗きらめきマン（アブダラー）
- 闇の末裔（用務員）
- ONE PIECE（2000年 - 2024年、ゲンゾウ、パッパグ、エドワード・ウィーブル）

2001年
- ココロ図書館（百千）
- Z.O.E Dolores, i（ライアー・スターフィールド）
- ののちゃん（山田義男）
- 名探偵コナン（2001年 - 2025年、浦川詠次、日野正照、百瀬警部、矢口禄郎、小嶋岩吉、男、金原卓三、日高大成）

2002年
- 機動戦士ガンダムSEED（アル・ジャイリー）
- キン肉マンII世（キン肉真弓）
- キディ・グレイド（軍人）
- サムライジャック（モンキーマン、鬼）
- 天使な小生意気（痴漢男）

2003年
- アソボット戦記五九（ガブル）
- 銀河鉄道物語（イワノフ・レオニドヴィチ・ベリチュコフ）
- ソニックX（マーク）
- ぽぽたん（ガードマン）
- 魔法遣いに大切なこと（荒井）

2004年
- 小さい潜水艦に恋をしたでかすぎるクジラの話（教官）
- ふたりはプリキュア（2004年 - 2005年、校長先生） - 2シリーズ
- ブラック・ジャック（横山英三）

2005年
- ギャラリーフェイク（吉岡助教授）
- SHUFFLE!（マグナム堺）
- NARUTO -ナルト-（ジグモ）

2006年
- 怪 〜ayakashi〜（武田播磨守）
- N・H・Kにようこそ!（蕎麦屋の主人）
- 内閣権力犯罪強制取締官 財前丈太郎（望月卓巳）
- RED GARDEN（バーガー店主）

2007年
- ゲゲゲの鬼太郎（第5作）（2007年 - 2008年、鈴村勇作、プロデューサー、野寺坊）
- CODE-E（2007年 - 2008年、海老原啓介） - 2シリーズ
- 古代王者 恐竜キング Dキッズ・アドベンチャー（2007年 - 2008年、竜野中世、徳川家康） - 2シリーズ
- SHUFFLE! MEMORIES（マグナム堺）
- 出ましたっ!パワパフガールズZ（赤提八三）
- はたらキッズ マイハム組（2007年 - 2008年、大海原うんちく、ハムバーグ監督、中国の元締め、ファラオ）
- 祝!(ハピ☆ラキ)ビックリマン（鈍魔、助勉）
- BLUE DROP 〜天使達の戯曲〜（みち子の父）
- モノノ怪 座敷童子（徳次）

2008年
- ねぎぼうずのあさたろう（あずきの茂平）
- のらみみ（ピョン助） - 2シリーズ
- 墓場鬼太郎（物の怪）
- 遊☆戯☆王5D's（ガロメ）

2009年
- 怪談レストラン（2009年 - 2010年、殺人犯、赤鬼）
- 銀魂（偽白血球王）
- 空中ブランコ（鍋畠）
- ゴルゴ13（ニコラス・ミラー）
- 戦国BASARA（今川義元）
- 戦場のヴァルキュリア（ゲオルグ・ダモン）
- 蒼天航路（董承）
- WHITE ALBUM（制作プロ社長）

2010年
- あにゃまる探偵 キルミンずぅ（稲葉モリオ）
- 閃光のナイトレイド（柿沼仙造）
- ドラえもん（テレビ朝日版第2期）（2010年 - 2014年、ジャイアンのいとこ、のびろべえ）

2011年
- 異国迷路のクロワーゼ The Animation（美術商）
- クッキンアイドル アイ!マイ!まいん!（ジョン万太郎）
- デジモンクロスウォーズ 〜悪のデスジェネラルと七つの王国〜（オレーグモン）
- バトルスピリッツ 覇王（バトスピサンタ）

2012年
- 聖闘士星矢Ω（フライ）
- ONE PIECE エピソードオブナミ 〜航海士の涙と仲間の絆〜（ゲンゾウ）

2013年
- トリコ（栗坊）
- ファイ・ブレイン 神のパズル（デモリションマン）

2014年
- 暴れん坊力士!!松太郎（田中）
- ドラゴンボール改（2014年 - 2015年、魔人ブウ）
- ヒーローバンク（札万弾次郎）
- ワールドトリガー（2014年 - 2021年、鬼怒田本吉） - 2シリーズ

2015年
- 血界戦線（ロジャー）
- デュエル・マスターズ VSR（ウルトラ・ブッダーラ）
- ドラゴンボール超（2015年 - 2018年、魔人ブウ、ペル）

2016年
- 終末のイゼッタ（シュナイダー）
- タイガーマスクW（2016年 - 2017年、ふくわらマスク）
- なんにもない研究室（整理整頓コメディー 「わたしのウチにはなんにもない。」のミニコーナー）（なんにもない研究室室長）

2017年
- 将国のアルタイル（バルバロス）
- タイムボカン 逆襲の三悪人（徳川家康）
- ONE PIECE エピソードオブ東の海 〜ルフィと4人の仲間の大冒険!!〜（ゲンゾウ）

2018年
- ゲゲゲの鬼太郎（第6作）（2018年 - 2020年、たんたん坊、鏡じじい、小豆はかり、古籠火）
- 多田くんは恋をしない（悪人）
- 学園BASARA（ザビー）

2019年
- 叛逆性ミリオンアーサー（カジノアーサー）
- けだまのゴンじろー（サンタ）

2020年
- 富豪刑事 Balance:UNLIMITED（清水幸宏）
- アサティール 未来の昔ばなし（2020年 - 2025年、サード、アブドラ、ハンマード） - 2シリーズ
- 100万の命の上に俺は立っている（ゲームマスター）

2021年
- おしりたんてい（ねずみこうぞう）
- ゾンビランドサガ リベンジ（工場長）
- デジモンアドベンチャー:（トノサマゲコモン、オレーグモン）
- 闘神機ジーズフレーム（月司令）

2022年
- 赤ちゃん本部長（清水部長）
- デジモンゴーストゲーム（青オボロモン）

2023年
- ラグナクリムゾン（メルグブデ）

2024年
- 転生貴族、鑑定スキルで成り上がる（ハマンド・プレイド） - 2シリーズ
- ドラゴンボールDAIMA（魔人ブウ）

### 劇場アニメ
1983年
- 幻魔大戦（黒人ギャング）
- ドキュメント 太陽の牙ダグラム（兵士）
- ドラえもん のび太の海底鬼岩城（隊員D）
- はだしのゲン（先生）
- まんがイソップ物語

1984年
- キン肉マン 奪われたチャンピオンベルト（ウコン）
- 綿の国星（アナウンサー）

1985年
- キン肉マン 正義超人vs古代超人（ハニワサタン）
- とんがり帽子のメモル（警官）
- 忍者ハットリくん+パーマン 忍者怪獣ジッポウVSミラクル卵（学生）

1986年
- うる星やつら4 ラム・ザ・フォーエバー
- ゲゲゲの鬼太郎 最強妖怪軍団!日本上陸!!（黒怪物）
- 11人いる!（赤鼻）
- ハイスクール!奇面組（空手部員B）
- 北斗の拳
- メイプルタウン物語（駐在）

1987年
- Bugってハニー メガロム少女舞4622）
- ほえろブンブン（不良犬A）
- 新メイプルタウン物語 パームタウン編（バラブラ）
- ふしぎな錦

1988年
- AKIRA
- 火の雨がふる

1989年
- NEMO/ニモ（ウンペ）

1992年
- 機動戦士ガンダム0083 ジオンの残光（兵士）

1994年
- スラムダンク（高宮望）
- スラムダンク 全国制覇だ! 桜木花道（高宮）

1995年
- スラムダンク 湘北最大の危機! 燃えろ桜木花道（高宮）
- スラムダンク 吠えろバスケットマン魂!! 花道と流川の熱き夏（高宮望）
- MEMORIES「大砲の街」（男）

1996年
- ウルトラマンカンパニー（支配人）
- 映画 忍たま乱太郎（兵庫第三協栄丸）
- ゲゲゲの鬼太郎 大海獣（子なき爺）
- 劇場版 魔法陣グルグル（バグトン）

1997年
- エルマーの冒険（トラD）
- ゲゲゲの鬼太郎 おばけナイター（子泣き爺）
- ゲゲゲの鬼太郎 妖怪特急! まぼろしの汽車（子泣き爺）

2002年
- エクスドライバー the Movie（ワン）

2005年
- 機動戦士Ζガンダム A New Translation（ロベルト、サエグサ）

2006年
- 新SOS大東京探検隊（又吉）

2009年
- 映画 フレッシュプリキュア! おもちゃの国は秘密がいっぱい!?（トイマジン）
- ホッタラケの島 〜遥と魔法の鏡〜（兵士兄弟〈兄〉）

2010年
- 劇場版BLEACH 地獄篇（太金）

2011年
- 映画 プリキュアオールスターズDX3 未来にとどけ! 世界をつなぐ☆虹色の花（トイマジン）

2013年
- ドラゴンボールZ 神と神（ブウ）

2015年
- 攻殻機動隊 新劇場版（秋山）

2017年
- 映画 妖怪ウォッチ シャドウサイド 鬼王の復活（子泣きじじい）

2018年
- 劇場版 マジンガーZ / INFINITY（せわし博士）

### OVA
1983年
- ダロス（ポリス）

1984年
- BIRTH（ソルジャーC）

1985年
- 幻夢戦記レダ（兵士B）
- ジャスティ
- NORA（アナウンサー）
- 夢次元ハンターファンドラ（酒場の客、参謀官）

1986年
- 機甲界ガリアン 鉄の紋章（兵士D）
- 傷追い人（野口）
- コスモス・ピンクショック（団長）
- 超獣機神ダンクーガ 失われた者たちへの鎮魂歌（管制官）
- 湘南爆走族（藤波、佐藤）
- メガゾーン23 PARTII 秘密く・だ・さ・い（ガッツ）

1987年
- エルフ・17（用心棒）
- JUNK BOY
- 超獣機神ダンクーガ GOD BLESS DANCOUGA（藤岡）
- 破邪大星ダンガイオー（闘将メスティラ）
- ブラックマジック M-66（パコ）
- プロジェクトA子2 大徳寺財閥の陰謀（営業部長）
- LILY-C.A.T.（ガイ・アルクイン）
- レリックアーマーLEGACIAM
- 火の鳥ヤマト編（イマリ）

1988年
- 銀河英雄伝説（パトリチェフ）
- メタルスキンパニック MADOX-01（大河崎重工の重役）

1989年
- 紅い牙 ブルー・ソネット（津永）
- ARIEL（1989年 - 1991年、所員A）
- 強殖装甲ガイバー（瀬川哲郎）
- 新キャプテン翼（1989年 - 1990年、アルゼンチンチーム監督、バルバス）
- ドッグソルジャー DOG SOLDIER:SHADOWS OF THE PAST（現場監督）
- バオー来訪者（技師）
- ぶっちぎり（川辺）
- 燃える!お兄さん（コック長、オーナー）
- ヤンキー烈風隊（田村伝八）
- 妖魔（白露）
- ライディングビーン（ガードマンA）

1990年
- 1+2=パラダイス（団長）
- ウルトラマングラフィティ おいでよ!ウルトラの国（バルタン星人、ピグモン、ウルトラの父）
- 押忍!!空手部（アナウンサー）
- 気ままにアイドル
- サーキットの狼II モデナの剣（ロータスの男）
- SOL BIANCA
- ダーティペア 謀略の005便（ザール機密警察本部長）
- ミノタウロスの皿（高官A）

1991年
- うっちゃれ五所瓦（神田）
- NG騎士ラムネ&40 EX ビクビクトライアングル 愛の嵐大作戦（小山社長）
- 機動戦士ガンダム0083 STARDUST MEMORY（1991年 - 1992年、観測員、連邦艦長）
- 恐怖新聞（木原）
- 3×3 EYES（妖魔）
- ジャングルウォーズ（ボスモグラ）
- スローステップ（鷺坂高監督）
- 超幕末少年世紀タカマル（外務大臣、ベガボウ）
- 魔獣戦士ルナ・ヴァルガー（市長）
- 有閑倶楽部 犬猫まるごとHOWマッチ（男山）

1992年
- イース 天空の神殿〜アドル・クリスティンの冒険（ジラ）
- KO世紀ビースト三獣士（メッカ・マンネン）
- ゴリラーマン（河口）
- 絶対無敵ライジンオー 初恋大作戦!（佐藤大介）
- 絶対無敵ライジンオー 陽昇城からくり夢日記（佐藤大介）
- 創竜伝
- 新世紀GPXサイバーフォーミュラ グラフィティ（チェッカー杉本）
- 新世紀GPXサイバーフォーミュラ11（1992年 - 1993年、チェッカー杉本）
- ぷりんせすARMY ウェディング★COMBAT（熊田善美）
- 魔動王グランゾート 冒険編（オセロ）

1993年
- アル・カラルの遺産（ボーク）
- ザ・コクピット 音速雷撃隊（股上一飛曹）
- 絶対無敵ライジンオー みんなが地球防衛組（佐藤大介）
- 代紋TAKE2 第II章（白木康二郎）
- 超時空世紀オーガス02（ペリオン）
- Rance〜砂漠のガーディアン〜（ハニー）
- 流星機ガクセイバー（1993年 - 1994年、杉山高明）

1994年
- BOUNTY DOG/月面のイブ（コンスタン社研究所所長）
- 覇王大系リューナイト アデュー・レジェンド（魔族の親分）
- 新世紀GPXサイバーフォーミュラZERO（1994年 - 1995年、チェッカー杉本）

1995年
- らんま1/2 邪悪の鬼（鬼）

1996年
- 紺碧の艦隊（1996年 - 2002年、マジソン、ハリー・メーソン、西郷南州）
- 新世紀GPXサイバーフォーミュラ EARLYDAYS RENEWAL（チェッカー杉本）
- 新世紀GPXサイバーフォーミュラSAGA（チェッカー杉本）

1998年
- 新世紀GPXサイバーフォーミュラSIN（チェッカー杉本）

1999年
- 旭日の艦隊（ハリー・メーソン）

2000年
- 銀河英雄伝説外伝 螺旋迷宮（パトリチェフ）
- 勇者王ガオガイガーFINAL（天海勇）

2001年
- GUNDAM EVOLVE 2 RX-178 GUNDAM Mk-II（ロベルト）

2002年
- 高校鉄拳伝タフ（田山編集長）

2003年
- サクラ大戦 エコール・ド・巴里（エビヤン警部）

2004年
- サクラ大戦 ル・ヌーヴォー・巴里（エビヤン警部）

2005年
- きらめき☆プロジェクト（2005年 - 2006年、松下裕暁）

2007年
- デッドガールズ（バーガー屋おやじ）

2008年
- METAL GEAR SOLID 2 BANDE DESSINEE（ファットマン）
- ONE PIECE ロマンス ドーン ストーリー（町長）

### Webアニメ
- ブラック・ジャック（2001年、椎竹先生）
- 悪魔くん（2023年、市長）

### ゲーム
1989年
- 天外魔境 ZIRIA（マントー、カーメンカーメン）

1990年
- カルメン・サンディエゴを追え! 世界編
- ゴールデンアックス（ハイネケン）

1992年
- 超時空要塞マクロス 永遠のラヴソング（ボドルブラド）

1993年
- オーロラクエスト おたくの星座 IN ANOTHER WORLD（寿五郎）
- 聖魔伝説3×3EYES（剛瘡鬼）

1994年
- KO世紀ビースト三獣士 〜ガイア復活　完結編〜（メッカ・マンネン）
- ドラゴンボール シリーズ（1994年 - 2022年、魔人ブウ / 魔人ブウ〈善〉 / 魔人ブウ〈悪〉 / 魔人ブウ〈純粋〉 / ミスター・ブウ、グルド、トテッポ） - 31作品

1996年
- 王国のグランシェフ
- 新スーパーロボット大戦（マンジェロ）

1997年
- グランドレッド（マンクス・シャルクス、マックス・フーバー）
- ゲゲゲの鬼太郎（子泣き爺、朧車）※PlayStation版
- シャイニング・フォースIII（エキュアル、クダン、キング）
- スーパーロボット大戦F / F完結編（1997年 - 1998年、モンド・アガケ、ヘッケラー・マウザー 他） - 2作品
- ドラゴンナイト4（パウエル）
- BS探偵倶楽部 雪に消えた過去（橘慎太郎、草野次郎）
- 水木しげるの妖怪武闘伝（こなきじじい）

1998年
- サンパギータ（ランディ・サンチャゴ）
- 白き魔女 -もうひとつの英雄伝説-（ラップ）
- 新世代ロボット戦記ブレイブサーガ（エースバロン / サンダーバロン、ブッチョ）

2000年
- 機動戦士ガンダム ギレンの野望 ジオンの系譜（ロベルト）
- スーパーロボット大戦α / α for DC（2000年 - 2001年、ロベルト、サエグサ、モンド・アガケ） - 2作品
- ブレイブサーガ2（サンダーバロン）
- ポポロクロイス物語II（モーム大臣、ブルンバブン）

2001年
- サクラ大戦3 〜巴里は燃えているか〜（エビヤン警部）
- ジャック×ダクスター 旧世界の遺産（ギョビン）
- METAL GEAR SOLID 2 SONS OF LIBERTY（ファットマン）

2002年
- ダーククロニクル（ラオチャオ、ポーク、マスターウーマン）

2003年
- インタールード（ブタくん）
- 第2次スーパーロボット大戦α（サエグサ、モンド・アガケ、ポロネズ、天海勇）

2004年
- キン肉マン ジェネレーションズ（キン肉真弓）
- スーパーロボット大戦MX / MX ポータブル（2004年 - 2005年、サエグサ、モンド・アガケ、連邦兵） - 2作品
- スーパーロボット大戦GC / XO（2004年 - 2006年、佐藤大介、ジオン兵） - 2作品
- サクラ大戦物語 〜ミステリアス巴里〜（ジム・エビヤン、ディミトリ・パレス）
- METAL GEAR SOLID 3 SNAKE EATER（フルシチョフ）
- ロックマンX コマンドミッション（ボロック、Dr.サイケ）

2005年
- キングダム ハーツII（チェン・ポー）
- 新世紀勇者大戦
- 戦国BASARA（今川義元、ザビー）
- 第3次スーパーロボット大戦α 終焉の銀河へ（サエグサ、モンド・アガケ）
- ドラゴンボールZ Sparking!（2005年 - 2024年、グルド〈初代〉、魔人ブウ） - 4作品
- ONE PIECE グラバト! RUSH（ゲンゾウ、カルネ、イトミミズ）

2006年
- 機動戦士ガンダム クライマックスU.C.（ロベルト、ジオン士官A、クロスボーン兵B）
- 戦国BASARA2（今川義元、ザビー）
- キン肉マン マッスルジェネレーションズ（キン肉真弓）
- バトルスタジアム D.O.N（魔人ブウ）

2007年
- SDガンダム GGENERATION（2007年 - 2025年、ロベルト、サエグサ、モンド・アガケ） - 6作品
- ガンダム無双（ロベルト）
- 戦国BASARA2 英雄外伝（今川義元、ザビー）
- 大怪獣バトル ULTRA MONSTERS（地獄星人ヒッポリト星人）

2008年
- ガンダム無双2（ロベルト）
- 機動戦士ガンダム ギレンの野望 アクシズの脅威（ロベルト、モンド・アカゲ、ビアン、サトウ隊長）
- スーパーロボット大戦Z（ロベルト、サエグサ）
- 戦場のヴァルキュリア（ゲオルグ・ダモン）
- 大怪獣バトルウルトラコロシアム（地獄星人ヒッポリト星人）
- テイルズ オブ ハーツ（コーネルピン）
- ワールド・デストラクション 導かれし意思（ブタ師）

2009年
- 機動戦士ガンダム ギレンの野望 アクシズの脅威V（ロベルト、モンド・アガケ、ビアン、サトウ隊長）
- スーパーロボット大戦NEO（佐藤大介）
- 戦国BASARA バトルヒーローズ（今川義元、ザビー）

2010年
- ガンダム無双3（ロベルト）
- 戦国BASARA クロニクルヒーローズ（今川義元、ザビー）
- ONE PIECE ギガントバトル!（パッパグ）

2011年
- 機動戦士ガンダム 新ギレンの野望（ロベルト）
- ONE PIECE ギガントバトル! 2 新世界（パッパグ）

2012年
- スーパーロボット大戦OGサーガ 魔装機神II REVELATION OF EVIL GOD（ナセル・ザンボス）
- 龍が如く5 夢、叶えし者

2013年
- カオス ヒーローズ オンライン（トバルカイン、プルートー）
- スーパーロボット大戦Operation Extend（ヘッケラー・マウザー、佐藤大介）
- テイルズ オブ ハーツ R（コーネルピン少将）

2014年
- ヒーローバンク2（札万弾次郎）

2015年
- スーパーロボット大戦BX（佐藤大介）
- ポポロクロイス牧場物語（大臣）

2016年
- ドラゴンボール ゼノバース2（魔人ブウ）

2017年
- スーパーロボット大戦V（モンド・アガケ）

2018年
- 妖怪ウォッチ ぷにぷに（子泣きじじい）

2019年
- スーパーロボット大戦T（モンド・アガケ）
- ドラゴンクエストライバルズ（ムドー）
- JUMP FORCE（魔人ブウ〈善〉） - DLC追加キャラクター

2020年
- グランブルーファンタジー（エガニス）

2021年
- スーパーロボット大戦30（ヘッケラー・マウザー）

2023年
- スーパーロボット大戦DD（ドゥラメール、マンジェロ、ポロネズ）
- ドラゴンクエストモンスターズ3 魔族の王子とエルフの旅（ホルガス村長）

### 吹き替え

#### 担当俳優
エリック・ツァン
- アクシデンタル・スパイ（メニー・リウ）※テレビ朝日版
- カンフー・ヨガ（ジャングオ）
- ジェネックス・コップ（チャン刑事）
- スキップ・トレース（ヤン）
- ワンス・アポン・ア・タイム・イン・チャイナ外伝/天地笑覇（アエイ）

オリヴァー・プラット
- アンドリューNDR114（ルパート・バーンズ）※日本テレビ版
- エイプリルの七面鳥（ジム・バーンズ）
- 幸福の条件（ジェレミー）※ソフト版
- サウンド・オブ・サイレンス（ルイス・サックス医師）※テレビ朝日版
- 三銃士（ポルトス）※テレビ朝日版
- 派遣秘書（ジャック）

ケヴィン・ジェームズ
- サンディ・ウェクスラー（テッド・ラファティ）
- なりすましアサシン（サム・ラーソン）
- モール★コップ（ポール・ブラート）
  - モール・コップ ラスベガスも俺が守る!

ティモシー・スポール
- インティマシー/親密（アンディ）
- ジャーニーズ・エンド（トロッター少尉）
- ラッキー・ブレイク（クリフ）
- ロック・スター（マッツ）

ミート・ローフ
- 奇跡を呼ぶ男（フーヴァー）
- クレイジー・イン・アラバマ（ジョン・ドゲット保安官）
- ファイト・クラブ（ロバート・"ボブ"・ポールセン）※フジテレビ版

#### 映画
- アウト・オブ・サイト（ボブ）※日本テレビ版
- あなたが寝てる間に…（ジョー・ジュニア〈マイケル・リスポリ〉）
- アニー2（ミーン・マーフィ・ナックルズ〈ペリー・ベンソン〉）
- アリス・イン・ワンダーランド（白ウサギ〈マイケル・シーン〉）※劇場公開版
  - アリス・イン・ワンダーランド/時間の旅
- アルマゲドン（マックス・レンナート〈ケン・キャンベル〉）※フジテレビ版
- アンディ・ラウの野獣戦線（看守長）
- イースタン・コンドル（チェン・ターハイ〈ビリー・ラウ〉）
- イン・ザ・ベッドルーム
- インタビュー・ウィズ・ヴァンパイア（人形作家）※フジテレビ版
- ウェールズの山（トーマス巡査）
- ウソから始まる恋と仕事の成功術（マーク・ベリソン〈リッキー・ジャーヴェイス〉）
- 宇宙からのツタンカーメン（スタンレー）
- 宇宙戦争
- 映画は映画だ（ボン監督）
- エドtv（ジェイ・レノ）
- エネミー・オブ・アメリカ（フィードラー〈ジャック・ブラック〉）※ソフト版
- L.A.コンフィデンシャル（ディック・ステンスランド〈グレアム・ベッケル〉）※フジテレビ版
- 奥さまは魔女（ジム・フィールズ〈デヴィッド・アラン・グリア〉）
- おもちゃの国のクリスマス（ジョージ / ジョージー・ポージー）
- 壊滅暴風圏/カテゴリー6（トルネード・トミー〈ランディ・クエイド〉）※テレビ東京版
- 帰って来たデブゴン 昇龍拳（トン〈サモ・ハン・キンポー〉）
- ガジュラ（マニー大統領）
- ガントレット（救急車の運転手）
- キャッチ・ミー・イフ・ユー・キャン（アール・アダムースキー）
- キャノンボール3 新しき挑戦者たち（トラック運転手）※TBS版
- ギャング・オブ・ニューヨーク（モンク〈ブレンダン・グリーソン〉）※ソフト版
- キングサイズ（ショッピングモールの客〈ズジスワフ・クズニール〉、ノーサッズ〈リシャルト・コタス〉）
- グッド・バーガー（ベイリー〈ダン・シュナイダー〉）
- ゲット スマート（ララビー〈デヴィッド・ケックナー〉）※テレビ朝日版
- コーキー・ロマーノ FBI潜入捜査官?（ピーター・ロマーノ〈クリス・ペン〉）
- ゴースト・オブ・マーズ（ジェームズ・“デゾレーション”・ウィリアムズ〈アイス・キューブ〉）
- ゴーストバスターズ2（レイモンド・スタンツ博士〈ダン・エイクロイド〉[107]）※機内上映版
- 恋のクリスマス大作戦（フリーマン医師〈スティーヴン・ルート〉）
- 交渉人（ファーリー）※テレビ朝日版
- 氷の微笑（ガス・モラン〈ジョージ・ズンザ〉）※日本テレビ版
- GODZILLA（メンデル博士）※日本テレビ版[16]
- コップ・アンド・ハーフ（クインテーロ）
- コンスタンティン（ヘネシー神父〈プルイット・テイラー・ヴィンス〉）※ソフト版
- ザ・シークレット・サービス（ジャック・オオクラ〈クライド・クサツ〉）※テレビ朝日版
- サイモン・セズ（ミクロ）
- ザ・クラフト（レイ・サンダース）
- 猿の惑星: 創世記（ロバート・フランクリン〈タイラー・ラビーン〉）
- ザ・ロック（レンジャー・ボブ、コックス）※テレビ朝日版
- 幸せはシャンソニア劇場から（ジャッキー〈カド・メラッド〉）
- 潮風のいたずら（ノーマン・コーマン医師〈ハーヴェイ・ミラー〉）※機内上映版
- 死角都市・香港（サモ・ハン・キンポー）
- 死の氷壁（ピート）
- シャロウ・グレイブ（アンディ〈ピーター・マラン〉）
- ジョーズ（ベン・メドウズ）※テレビ東京版
- 少林サッカー（空渡り〈ラム・ジーチョン〉）※日本公開版
- 人生は、奇跡の詩（エルマンノ〈ジュゼッペ・バッティストン〉）
- シンプル・プラン（ルー・チェンバース〈ブレント・ブリスコー〉）
- 新ポリス・ストーリー Pom Pom（カボチャ頭）
- スーパー・タッチダウン（フラット・トップ）
- ストーリー・オブ・ラブ（スタン〈ロブ・ライナー〉）
- スパイダー パニック!（ピート・ウィリス）※テレビ東京版
- スパイモンキー（ファーリー博士〈リチャード・カインド〉）
- ゼイリブ（黒人の麻薬中毒者）
- ターナー&フーチ/すてきな相棒（デヴィッド・サットン〈レジナルド・ヴェルジョンソン〉）※TBS版
- 大狂乱（ハーヴィ〈フォックス・ハリス〉）
- 大丈夫日記（黒ブタ〈シン・フィオン〉）
- ダイ・ハード3（チャーリー〈ケヴィン・チャンバーリン〉）※ソフト版
- タップス
- 堕天使のパスポート
- ため息つかせて（マイケル・ダヴェンポート〈ウェンデル・ピアース〉）
- チャーリーと14人のキッズ（フィル〈ジェフ・ガーリン〉）
- ツイスター（エディ〈ザック・グルニエ〉）※ソフト版
- ツイ・ハークのゴーストホーム/13日の金曜日の妻たちへ（青妖怪〈チャン・ルン〉）
- ディープ・ブルー（シャーマン・ダドリー/プリーチャー〈LL・クール・J〉）※日本テレビ版
- 天国からきたチャンピオン 2002（シスコ〈マーク・アディ〉）
- DENGEKI 電撃（T.K.〈アンソニー・アンダーソン〉）※日本テレビ版
- トゥームストーン（ジョニー・タイラー〈ビリー・ボブ・ソーントン〉）
- 隣のリッチマン（ニック・ヴァンダーパーク〈ジャック・ブラック〉）
- ドラゴン怒りの鉄拳（スー）※TBS版
- ニューヨーク東8番街の奇跡（カルロスの仲間〈ジェームズ・レグロス〉）※フジテレビ版
- ノー・エスケイプ（キング〈イアン・マクニース〉）※テレビ東京版
- ノック・オフ（スキニー）※テレビ東京版
- バーバー（フランク・ラッフォ〈マイケル・バダルコ〉）
- パーフェクト・マン ウソからはじまる運命の恋（レニー・ホートン）
- パシフィック・ハイツ（害虫駆除業者〈トレイシー・ウォルター〉）※VHS版
- バットマン ビギンズ（フラス刑事）※日本テレビ版
- ハッピー・フューネラル（ルイ・ワン）
- 800万の死にざま
- パニック・ルーム（バーナム〈フォレスト・ウィテカー〉）※テレビ朝日版
- パワーレンジャー・映画版（バルク〈ポール・シュライアー〉、モーダント）
- ハンガー（TVホスト、公衆電話の横の男〈ウィレム・デフォー〉）
- ピノキオとゼペット（ゼペット〈ドリュー・キャリー〉）
- ビバリーヒルズ・コップ3（ボビー）※フジテレビ版
- ビバリーヒルズ・ニンジャ（ハル〈クリス・ファーレイ〉）
- ファースト・ミッション（特警隊隊員〈チャン・ルン〉）
- フェイス/オフ（デュボフ〈クリス・バウアー〉）※フジテレビ版
- フォレスト・ガンプ/一期一会（ベンチの太った男）※日本テレビ版
- プライベート・パーツ（ケニー〈ポール・ジアマッティ〉）
- プライベート・ライアン（マイク・ホーバス一等軍曹〈トム・サイズモア〉）※ソフト版
- フラッシュバック（デニー・ネイゲル刑事〈ドウェイン・ヒル〉）
- ブルース・ブラザース2000（ドナルド・ダック・ダン）
- フル・ブラスト（リッター）
- フル・モンティ（デイヴ・ホスフォール〈マーク・アディ〉）
- ブレイブハート（ハミッシュ・キャンベル〈ブレンダン・グリーソン〉）※テレビ朝日版
- プロブレム・チャイルド2（アーロン・バーガー〈アラン・ブルーメンフェルド〉）
- プロブレムでぶ/何でそうなるの?!（マイク・ドネリー〈クリス・ファーレイ〉）
- ベイビー・トーク2/リトル・ダイナマイツ（スチュアート〈イライアス・コティーズ〉）※ソフト版
- ポリスアカデミー777/モスクワ大作戦!!（ユーリ・タリンスキー〈グレッグ・バーガー〉）※ソフト版
- 香港極楽コップス/俺たちに明日はある!?（ライ〈チャン・ルン〉）
- マーメイド・ボーイ 僕って人魚!?（ビッグ・ジョン・ウィートリー〈ブレント・ブリスコー〉）
- マペットシリーズ（ゴンゾ）
  - マペットの夢みるハリウッド（ルー・ジーランド）※Disney+版
  - マペットめざせブロードウェイ! ※ソニー・ピクチャーズ版
  - ゴンゾ宇宙に帰る
  - マペットのメリー・クリスマス（ボーボー、ハワード・タブマン）
  - マペットのオズの魔法使い（ルー・ジーランド）
  - ザ・マペッツ（ボーボー、ルー・ジーランド）
  - マペットのホーンテッドマンション（ハワード・タブマン、ルー・ジーランド、ボーボー、ポップス）
- ミラクル7号（ボス〈ラム・ジーチョン〉）
- メイフィールドの怪人たち（アート・ワインガートナー〈リック・ダコマン〉）※ソフト版
- モー・マネー（クリス・フィールズ）
- 誘拐騒動/ニャンタッチャブル（ロロ〈マーク・クリストファー・ローレンス〉）※VHS版
- ラパ・ニュイ/モアイの謎（マケ〈イーサイ・モラレス〉）
- リッチー・リッチ（デイヴ・ウォルター〈マット・デカロ〉）
- レッド・ドラゴン（フレディ・ラウンズ〈フィリップ・シーモア・ホフマン〉）
- レッドプラネット（クイン・バーチナル〈トム・サイズモア〉）
- レッドブル（パット・ナン〈マイク・ハガティ〉）※VHS版
- レ・ミゼラブル（ボーヴェ）
- ロスト・ワールド/ジュラシック・パーク（ロバート・バーク）
- ロッキー3（ポーリー〈バート・ヤング〉）※日本テレビ版
- ロビン・フッド（ブル）※ソフト版

#### ドラマ
- アフターバーン（タズ、ジム・ロス）
- ER緊急救命室（ジェリー〈アブラハム・ベンルービ〉）
- 宇宙へ 〜冷戦と二人の天才〜（ミーシン）
- F.B.EYE!! 相棒犬リーと女性捜査官スーの感動!事件簿 #10（ムトゥンブ・キントゥ）
- 俺がハマーだ! シーズン2 #18（ロイ・タルボット・ジュニア）
- 機甲戦虫紀LEXX（フェッポ）
- キャプテンパワー（メンター〈ブルース・グレイ〉、ソロン、ガーバー）
- 恐竜家族（スパイク〈2代目〉）
- クローザー　シーズン7 3話（ドイル）
- コールドケース 迷宮事件簿（ジョージ・マークス〈ジョン・ビリングズリー〉）
- こちらブルームーン探偵社（ハーバート・ヴィオラ〈カーティス・アームストロング〉）
- ザ・ハンガー シーズン1 #22（リュック）
- 新アウターリミッツ（ヒュガロ教授〈ソウル・ルビネック〉）
- スティーブン・キングの悪魔の嵐（ファード・アンドリュース〈アダム・ルフェーヴル〉）※ソフト版
- スピン・シティ（ポール・ラシター〈リチャード・カインド〉）
- デスパレートな妻たち3（ジェフ・スコット）
- ドールハウス Dollhouse（ジョエル・マイナー〈パットン・オズワルト〉）
- 特捜刑事マイアミ・バイス
  - シーズン2 #2（トミー・ソレン〈アントニ・コローネ〉）
  - シーズン3 #5
- 特攻野郎Aチーム シーズン4 #21（ケルヴィン）
- となりのサインフェルド（ニューマン〈ウェイン・ナイト〉）※WOWOW版
- ドリュー・ケリー DE ショー!（ドリュー・キャリー）
- バーナビー警部
- ブラザーズ&シスターズ（デニス・ヨーク）
- ブレイクアウト・キング（ザンカネーリ〈ドメニク・ランバルドッツィ〉）
- ボードウォーク・エンパイア 欲望の街（ハーディーン）
- 名探偵モンクSeason3 第2話※DVD版
- 愉快なシーバー家 シーズン1 #1（警官）
- LOST（レズリー・アルツト）
- ワンダヴィジョン
- ONE PIECE（ゲンゾウ）

#### アニメ
- アニマニアックス（ルント〈フランク・ウェルカー〉、ポーキー・ピッグ）
- キャスパー（スティンキー）※VHS版
- キャッツ&カンパニー（ブルドッグ）
- 腰抜けヒーロー大冒険!!（ジョージ）
- ザ・シンプソンズ（ラリー・バーンズ）
- シルベスター&トゥイーティー ミステリー
- スター・ウォーズ ドロイドの大冒険（ガー・カイボ・レン＝チャ）※DVD版
- ターザン（雄ゾウ）
- 小さなインディアン ハイアワサ（ナレーター）
- パーシーとどうぶつたち（パーシー〈ジム・ブロードベント〉）
- バットマン
- ペンギンズ FROM マダガスカル ザ・ムービー（キング・ジュリアン[108]）
- ムーラン（チェン・ポー）
  - ムーラン2
- リトルフット（好き者）※劇場公開版

#### 人形劇
- きかんしゃトーマス（ジェム・コール、ダック、ローリー3、ケリー、マードック 他）※フジテレビ版
- マペットシリーズ
  - スタジオDC:オールスター・ライブ（ゴンゾ）
  - マペット・タイム（ゴンゾ、ボーボー）
  - マペット放送局（ゴンゾ、ボーボー）

### テレビドラマ
- ザ・商社 2話（1980年、NHK総合） - 江坂産業社員
- 私はタフな女 15話（1981年、日本テレビ）
- 世にも奇妙な物語シーズン2 2話「盗聴レシーバーの怪」（1991年、フジテレビ）
- 祝女 シーズン2 10話（2010年、NHK総合） - 声の出演

### 特撮
1966年
- 悪魔くん（情報屋）

1967年
- キャプテンウルトラ（シンイチ）

1995年
- 重甲ビーファイター（合成獣エビガーニャの声）

1996年
- ウルトラマンティガ（青色夜型宇宙人スタンデル星人アボルバスの声）
- 激走戦隊カーレンジャー（YYゴンザの声）

1997年
- ウルトラマンティガ（ブルートルネード小隊隊員の声、海外の父親の声）

2000年
- 未来戦隊タイムレンジャー（恐喝犯ゲーマルクの声）

2001年
- 百獣戦隊ガオレンジャー（掃除機オルグの声）

2003年
- 爆竜戦隊アバレンジャー（爆竜パラサロッキルの声）
- 爆竜戦隊アバレンジャー DELUXE アバレサマーはキンキン中!（爆竜パラサロッキルの声）
- 爆竜戦隊アバレンジャースーパービデオ オール爆竜爆笑バトル（爆竜パラサロッキルの声）

2005年
- 特捜戦隊デカレンジャー（クラーン星人ジェリフィスの声）

2010年
- 天装戦隊ゴセイジャー（ダイケシ星人・電撃のヨークババンガーの声）

2013年
- 獣電戦隊キョウリュウジャー（デーボ・ジャキリーンの声）

2015年
- 手裏剣戦隊ニンニンジャー（妖怪ダイダラボッチの声）

2018年
- 快盗戦隊ルパンレンジャーVS警察戦隊パトレンジャー（リューグ・タマテバッコの声）

2020年
- 騎士竜戦隊リュウソウジャー（ヤバソードの声）

### ラジオ
- 天才!早耳ラジオ君（日曜）ゲーム&ファンタジー倶楽部（衛星デジタルラジオCS-PCM・Z－SKY）※メインパーソナリティとして

### ラジオドラマ
- NG騎士ラムネ&40EX2 ユラユラ銀河帝国大混戦!（ホスト・ウォーター）
- 青春アドベンチャー タイムスリップ川中島（武田信玄）
- 京極夏彦原作 ラジオドラマ 百器徒然袋・風（2007年、沼上）
- 青山二丁目劇場「ミッちゃん海へ行く」（ミチコのお父さん）
- サイボーグ009誕生編（006 / 張々楜）

### CD
- ああっ女神さまっ（田宮）
- 淡海乃海 水面が揺れる時〜三英傑に嫌われた不運な男、朽木基綱の逆襲〜（植綱[111]）
- GS美神ドラマCDリポートシリーズ（魔ドーム、地球防衛隊隊長）
- 『シャーロック・ホームズ』シリーズ
  - 緋色の研究（ジョン・ランス）
  - 恐怖の谷（ウィルソン巡査部長）
  - 六つのナポレオン（ジョサイヤ・ブラウン）
- 絶対無敵ライジンオーシリーズ
  - 絶対無敵ライジンオー 歌う地球防衛組!（佐藤大介）
  - 絶対無敵ライジンオーIV 地球防衛組全員出動!（佐藤大介）
  - 絶対無敵ライジンオーV ドラマCDスペシャル 絶対無敵の玉手箱（トウトウココマデヤッチマッタ）（佐藤大介）
  - 絶対無敵ライジンオー ドラ1（佐藤大介）
- 停電少女と羽蟲のオーケストラ 停電刀匣（雷神丸）
- CDシアター ドラゴンクエストV（サンチョ、親分ゴースト）
- 爆竜戦隊アバレンジャー「ダイノアーススペシャル!伝説の腕輪と五つのアバレスピリッツ」（爆竜パラサロッキル）
- Vジャンプラネット 史上最大の歌合戦（サマシト）
- 新世紀GPXサイバーフォーミュラシリーズ
  - 新世紀GPXサイバーフォーミュラ PICTURELAND1 風にのせて（チェッカー杉本）
  - 新世紀GPXサイバーフォーミュラ PICTURELAND2 白銀の対決（チェッカー杉本）
  - 新世紀GPXサイバーフォーミュラ PICTURELAND4 SOME・DAY（実況アナ）
  - 新世紀GPXサイバーフォーミュラ PICTURELAND6 ZEROの幻影（チェッカー杉本）
- 魔法陣グルグル 〜大迷惑! 熱血妖精の恩返し〜（カセギシルバー）
- 勇者王ガオガイガー スペシャルドラマ1 〜サイボーグ誕生〜（天海勇）
- ろくでなしBLUES CDブック（校長）

### カセットテープ
- 銀河伝承（ライル）※ファミリーコンピュータ ディスクシステム用ソフト『銀河伝承』に同梱されているカセットテープ
- 吸血鬼ハンターDシリーズ
  - 吸血鬼ハンター 風立ちてD（ヘイグ）
  - 吸血鬼ハンター D-北海魔行I -北の海へ-（シン）
  - 吸血鬼ハンター D-北海魔行II -やがて、夏-（シン）
  - 吸血鬼ハンター D-北海魔行III -冬来たりなば-（シン）

### 朗読・オーディオブック
- 銀河英雄伝説 外伝 ユリアンのイゼルローン日記（フョードル・パトリチェフ）
- 婚活マエストロ（2024年、松田昭二[112]）

### テレビ番組
- NHKスペシャル（声の出演）
  - 「完全解凍!アイスマン〜5000年前の男は語る〜」
  - 「謎の古代ピラミッド〜発掘・メキシコ地下トンネル〜」
- THE世界遺産（声の出演）
- 世界の果てまでイッテQ!（外国人の吹き替え）
- 世界ぶっちぎり映像!・THEぶっちぎりTV（外国人・動物の吹き替え）
- 世界ベスト・オブ・映像ショー（声の出演）
- 世界まる見え!テレビ特捜部（声の出演）
- 超潜入!リアルスコープハイパー（声の出演）
- 見破れ!!トリックハンター（声の出演）
- 日立 世界・ふしぎ発見!（声の出演）
- マサカ!の映像GP〜見るだけで感動&衝撃!世界の映像大放出SP〜（声の出演）
- カスペ!・世界を騒がせた大事件 ニュースの本人直撃SP（声の出演）
- 金曜プレミアム・訂正させてください〜人生を狂わせたスキャンダル〜（声の出演）
- FNSドキュメンタリー大賞 「おぼこ先生〜「出来た！」が育む  心の保育〜」（ナレーション）
- ダーウィンが来た! 〜生きもの新伝説〜（ボイスオーバー）
- 新美の巨人たち（モネの声）

### CM
- がんばれゴエモン外伝2〜天下の財宝〜（エビス丸）
- ドラえもん のび太のドラビアンナイト
- パワーイレブン
- アニマックス・ドラゴンボールZCM（魔人ブウ）
- 伝説のスタフィー3
- ミスタータイヤマン（マスコットキャラクター・セーフティーの声）
- レッドブル（声の出演）
- 新潟県警察CM（べしの声、2010年）

### その他コンテンツ
- ゲゲゲの鬼太郎 〜鬼太郎の幽霊電車〜（小豆とぎ）
- 燈の守り人～幻想夜話～（2023年、屋久島灯台[113]）
- 燈の守り人 灯台音声ガイド 鹿児島県屋久島町 屋久島灯台（2023年、ナビゲーター）[113]